# The Downward Spiral
The Downward Spiral (auch bekannt als Halo 8) ist ein Album der Band Nine Inch Nails aus dem Jahre 1994. Offiziell ist es die achte Veröffentlichung der Band; jedoch ist es nach Pretty Hate Machine und Broken erst die dritte Veröffentlichung von neuen Songs, das nächste, komplett neue Album heißt The Fragile.
Dieses Album machte die Band einer breiten Öffentlichkeit bekannt; vor allem nach der Veröffentlichung des kontroversen Videos zu Closer von Regisseur Mark Romanek. Johnny Cash coverte für sein Album The Man Comes Around aus dem Jahre 2002 den Song Hurt; auch dafür erstellte Mark Romanek das Video.
Mit Further Down the Spiral (Halo 10) erschien ein Jahr später eine Remix-EP.

## Konzept
The Downward Spiral ist ein Konzeptalbum über den Verfall eines Menschen (Mr. Self Destruct, Ruiner) in selbstmörderische Depressionen (Eraser, The Downward Spiral). Es handelt laut Trent Reznor von den Bemühungen, sich der Kontrolle durch Religion (Heresy) und Gesellschaft (March of the Pigs) zu entziehen; das Mittel zum Erreichen dieses Ziels seien Sex (Piggy, Closer) und Gewalt (Big Man With a Gun). Das Musikmagazin Rolling Stone bezeichnete das Album als „Existenzangst, die durch Rockmusik ausgedrückt werde“. Aufgenommen wurde The Downward Spiral im Studio Le Pig in Beverly Hills, welches in dem Haus untergebracht war, in dem Sharon Tate von Mitgliedern der Manson Family umgebracht wurde. Trent Reznor hat widersprüchliche Aussagen darüber gemacht, ob ihm diese Tatsache zu dem Zeitpunkt bekannt war.
Viele Titel sind nur schwer zu interpretieren. Big Man With a Gun handelt von einem Gewalttrip, es könnte sich um eine Vergewaltigung handeln. Das darauffolgende A Warm Place, in das Big Man With a Gun pausenlos übergeht, ist komplett instrumental, stellt wahrscheinlich jedoch eine Schlüsselstelle dar, in der der Protagonist seine Fehler erkennt, ähnlich wie Stop auf Pink Floyds The Wall – jedoch zu spät, wie sich in Eraser herausstellt, da die menschliche Seite endgültig verloren hat und seine innere Stimme nun auch anfängt, ihn zum Selbstmord zu treiben (der Text scheint sich in der ersten Hälfte auf den Verlauf einer Beziehung zu beziehen und in der zweiten auf einen Weg, sein Leben zu beenden). Darauf schafft er es, in Reptile endgültig am Abgrund anzukommen, seine emotionalen Schäden durch eine Prostituierte zu begreifen und im Titeltrack Suizid zu begehen – oder es zumindest zu versuchen.

## Titelliste
1. Mr Self Destruct – 4:30
2. Piggy – 4:24
3. Heresy – 3:54
4. March of the Pigs – 2:58
5. Closer – 6:13
6. Ruiner – 4:58
7. The Becoming – 5:31
8. I Do Not Want This – 5:41
9. Big Man With a Gun – 1:36
10. A Warm Place – 3:22
11. Eraser – 4:54
12. Reptile – 6:51
13. The Downward Spiral – 3:57
14. Hurt – 6:14

In der japanischen Version ist zwischen Track 9 und 10 die Joy-Division-Coverversion Dead Souls eingefügt.

## Wiederveröffentlichung
Aus Anlass des zehnten Jahrestags der Erstveröffentlichung wurde The Downward Spiral am 23. November 2004 digital remastered wiederveröffentlicht, zunächst in den USA, Anfang 2005 dann auch in Europa. Es ist in zwei Versionen erschienen: als Doppel-SACD-Set (Deluxe Edition) und als DualDisc.

### Deluxe Edition
Diese Ausgabe besteht aus 2 CDs, beide sind doppelschichtig. Disc 1 enthält das Originalalbum, digital remastered, in SACD-5.1-Raumklang und SACD-Stereo in einer Schicht (nur in SACD-Playern abspielbar) und normalem CD-Stereo in der anderen Schicht. Disc 2 enthält Bonus-Tracks in SACD-Stereo und normalem CD-Stereo.
Disc 1:
(gleiche Titel wie Originalversion)
Disc 2:
1. Burn: vom Natural Born Killers Soundtrack – 5:00
2. Closer (Precursor): „Closer to God“-Remix von Coil, Danny Hyde – 7:16
3. Piggy (Nothing Can Stop Me Now): Remix von Rick Rubin, von Further Down the Spiral – 4:03
4. A Violet Fluid: „March of the Pigs“, B-Seite – 1:04
5. Dead Souls: vom Soundtrack zu The Crow, Original von Joy Division – 4:53
6. Hurt (Quiet): Remix von Trent Reznor, von Further Down the Spiral – 5:08
7. Closer to God: „Closer to God“-Remix von Trent Reznor, Sean Beavan, Brian Pollack – 5:06
8. All the Pigs, All Lined Up: „March of the Pigs“, B-Seite – 7:26
9. Memorabilia: „Closer to God“, B-Seite, Original von Soft Cell – 7:22
10. The Downward Spiral (The Bottom): Remix von John Balance, Peter Christopherson, Drew McDowall, Danny Hyde, von Further Down the Spiral – 7:32
11. Ruiner (Demo) – 4:51
12. Liar (Reptile Demo) – 6:57
13. Heresy (Demo) – 4:00

### DualDisc
Die DualDisc ist beidseitig abspielbar. Es gibt eine Audio-CD-Seite und eine DVD-Seite.
Audio-CD-Seite:
Enthält das Originalalbum, digital remastered.
DVD-Seite:
- 5.1 Surround- und Stereo-Version der Originaltracks, digital remastered
- Downward Spiral Artwork (wird während der Musikwiedergabe von DVD-A-Playern abgespielt; als Slideshow auf normalen DVD-Video-Playern)
- Musikvideos
  - Closer (in 5.1 Surround und Stereo)
  - March of the Pigs (Stereo)
  - Hurt (Stereo)
- Diskografie, beinhaltet einminütige Ausschnitte aus jedem Albumtrack seit Broken